# ارتش مختار
| ارتش مختار      | ارتش مختار                 |
| --------------- | -------------------------- |
|                 |                            |
| رهبر            | واثق البطاط                |
| تأسیس           | ۲۰۱۳ (میلادی) (به‌طور رسمی) |
| دین             | اسلام-شیعه                 |
| ایدئولوژی سیاسی | اسلام‌گرایی-ملی‌گرا          |
| مرکز رهبری      | عراق                       |

ارتش مختار (جیش المختار) یک سازمان سیاسی-نظامی در عراق است. برخی شیعیان عراق با رهبری واثق البطاط توانستند گروه حزب‌الله عراق را تحت عنوان جیش المختار جهت مقابله با فتنه‌های مذهبی تشکیل دهند.این گروه در سال ۱۳۹۲ یک حمله خمپاره‌ای به مرز عربستان صورت داد و البطاط در مصاحبه‌ای اعلام کرد: «در صورت تکرار صدور فتواها و تقویت تفرقه مذهبی و توصیف شیعیان با عناوینی مانند مجوس، خوک در شبکه وصال و ترویج کشتار آنها، تکرار توهین به فاطمه زهرا در عربستان و کویت، جیش مختار عملیات مسلحانه در خاک عربستان سعودی انجام خواهد داد.»